# Richard L'Italien
Richard L'Italien es un personaje de ficción de la serie de televisión Oz, interpretado por Eric Roberts.

## Historia enOz
Richard L'Italien es el preso número 97L641, encarcelado el 3 de abril de 1997, por asesinato en primer grado, y condenado a muerte.

### Primera temporada
L'Italien aparece por primera vez cuando Jefferson Keane, líder de los Negros y condenado a pena de muerte, está en el corredor de la muerte. L'Italien ocupa una celda cerca de Keane; y ha solicitado apelación para evitar la condena capital.
Cuando ésta le es rechazada, L'Italien confiesa, en ese mismo momento, frente al alcaide Leo Glynn, que no sólo ha matado a Jennifer Miller, crimen por el que va a ser ejecutado, sino a 39 mujeres más, todas de la misma manera: asfixiándolas con una almohada después de tener relaciones sexuales con ellas.
Más tarde, narra al sacerdote Ray Mukada cómo de pequeño quería ir a un sitio cercano a su residencia, llamado Bohemian Grove, hasta que permitieron entrar a las mujeres, lo que muestra su condición de machista. Luego explica que cuando tiene sexo con una mujer, ésta le vuelve suyo, y él no quería ser de nadie, por eso, después del sexo, las mataba.
Recibe la absolución de sus pecados y muere mediante inyección letal.